# 柯倫鎮區 (伊利諾伊州桑加蒙縣)
柯倫鎮區（英語：Curran Township）是位於美國伊利諾伊州桑加蒙縣的一個行政鎮區。

## 地方資料
根據2010年美國人口普查的數據，柯倫鎮區的面積為72.60平方千米，當中陸地面積為72.50平方千米，而水域面積為0.30平方千米。當地共有人口1573人，而人口密度為每平方千米21.67人。